# 준평원

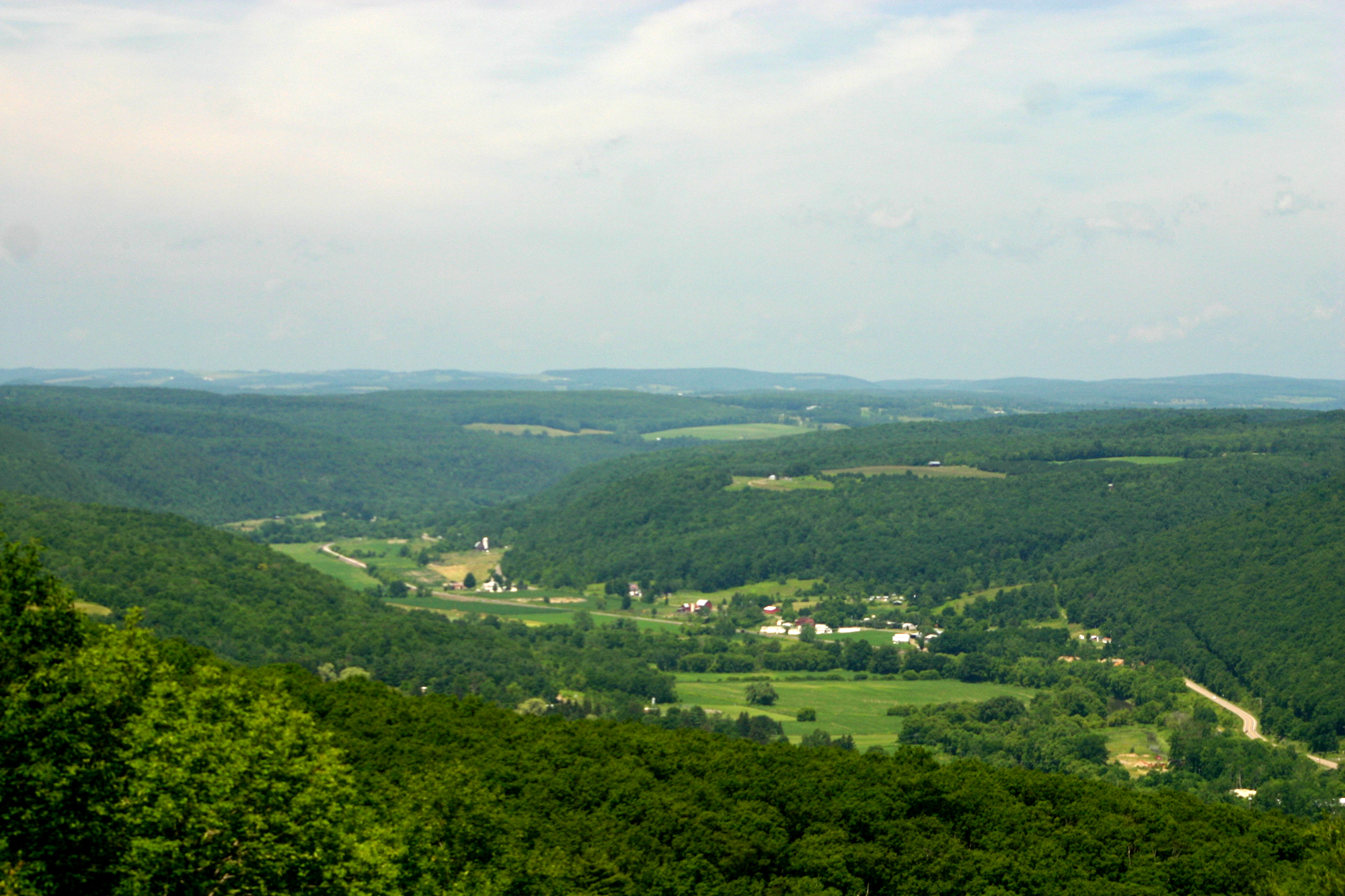
Canisteo River Valley

준평원(準平原) 또는 페네플레인(peneplain)은 비교적 평평하고 평범한 평지이며, 이전에 위에 놓여 있던 지층의 침식으로 인해 생긴 평지로, 일련의 하천침식이 먼저 일어나고 하천사이의 능선 침식이 일어나서 결과적으로 표면이 거의 평지와 같다.
지형학 및 지질학에서 준평원은 오랜 침식에 의해 형성된 저지대 평야이다. 비록 빈번하게 준평원의 사용이 구조적 안정성이 확장된 기간 동안 하천 침식의 거의 마지막(또는 끝에서 두 번째) 단계를 나타내는 것을 의미하기는 하지만 이것은 가장 광범위한 용어의 정의이다. 준평원은 때때로 윌리엄 모리스 데이비스(William Morris Davis)의 침식 이론의 순환과 관련이 있지만 데이비스와 다른 연구자들도 이론이나 특정 기원이 첨부되지 않은 순전히 설명적인 방식으로 용어를 사용했다.
일부 준평원의 존재와 자연의 과정으로서의 페네플래네이션(peneplanation)은 동시대 사례의 부족과 유물 사례 식별의 불확실성으로 인해 논란이 없는 것은 아니다. 일부 정의에 따르면 준평원은 해수면으로 표시되는 기준면(base level)까지 떨어지지만 다른 정의에서는 이러한 조건이 무시된다. 지형학자인 카르나 리드마 버그스트롬(Karna Lidmar-Bergström)과 동료들은 기준면 기준이 중요하고 준평원 사이의 일부 준평원들을 포함하여 준평원의 정확한 형성 메커니즘을 고려한다.
일반적으로 준평원은 해수면 근처에서 형성되는 것으로 가정되지만 광범위한 퇴적물이 지역 기반 수준을 충분히 높이거나 강 망(river network)이 지각 변형으로 인해 지속적으로 차단되는 경우 준평원이 높은 곳에서 형성될 수 있다고 가정했다. 피레네 산맥과 티베트 고원의 준평원이 각각 이 두 가지 경우를 예시할 수 있다.
준평원에 대한 일반적인 오해는 너무 평범해서 특징이 없어야 한다는 것이다. 실제로 일부 준평원은 불규칙한 심층 풍화를 반영하기 때문에 언덕이 많을 수 있으며 대규모(grand-scale)로만 기준면까지의 평야 경사를 형성한다.
거대한 규모의 준평원은 암석 구조와 암석학을 무시하고 암석으로 조각된 것처럼 보이는 것이 특징이지만 세부적으로는 그 모양이 구조적으로 제어된다. 데이비스의 관점에서 큰 개울은 침식 주기의 계곡 단계(phase) 동안이 아니라 암석과 구조에 둔감해졌다. 이것은 적재 하천(superimposed stream)의 존재를 설명할 수 있다.